# Violence (альбом)
Violence — шостий студійний альбом британського гурту «Editors», представлений 9 березня 2018 року лейблом PIAS.

## Список композицій
| Стандартне видання | Стандартне видання      | Стандартне видання |
| #                  | Назва                   | Тривалість         |
| ------------------ | ----------------------- | ------------------ |
| 1.                 | «Cold»                  | 3:38               |
| 2.                 | «Hallelujah (So Low)»   | 3:55               |
| 3.                 | «Violence»              | 6:06               |
| 4.                 | «Darkness at the Door»  | 4:26               |
| 5.                 | «Nothingness»           | 5:05               |
| 6.                 | «Magazine»              | 3:55               |
| 7.                 | «No Sound But the Wind» | 4:27               |
| 8.                 | «Counting Spooks»       | 5:43               |
| 9.                 | «Belong»                | 6:02               |
| 43:17              |                         |                    |

| Додаткові композиції делюкс-видання | Додаткові композиції делюкс-видання | Додаткові композиції делюкс-видання |
| #                                   | Назва                               | Тривалість                          |
| ----------------------------------- | ----------------------------------- | ----------------------------------- |
| 10.                                 | «The Pulse»                         |                                     |
| 11.                                 | «When We Were Angels»               |                                     |

| Додаткова композиція японського видання | Додаткова композиція японського видання | Додаткова композиція японського видання |
| #                                       | Назва                                   | Тривалість                              |
| --------------------------------------- | --------------------------------------- | --------------------------------------- |
| 10.                                     | «The Pulse (oxford version)»            |                                         |

## Чарти
| Чарт (2018)                                  | Найвища позиція |
| -------------------------------------------- | --------------- |
| Австрія Austrian Albums (Ö3 Austria)         | 6               |
| Бельгія Belgian Albums (Ultratop Flanders)   | 1               |
| Бельгія Belgian Albums (Ultratop Wallonia)   | 3               |
| Нідерланди Dutch Albums (MegaCharts)         | 2               |
| Франція French Albums (SNEP)                 | 49              |
| Ірландія Irish Albums (IRMA)                 | 20              |
| Італія Italian Albums (FIMI)                 | 24              |
| Польща Polish Albums (ZPAV)                  | 10              |
| Португалія Portuguese Albums (AFP)           | 44              |
| Шотландія Scottish Albums (OCC)              | 5               |
| Іспанія Spanish Albums (PROMUSICAE)          | 29              |
| Швейцарія Swiss Albums (Schweizer Hitparade) | 10              |
| Велика Британія UK Albums (OCC)              | 6               |